# Arañuel
Arañuel – gmina w Hiszpanii, w prowincji Castellón, we wspólnocie autonomicznej Walencja, o powierzchni 19,16 km². W 2011 roku liczyła 196 mieszkańców.